# Oberea breviantennalis
Oberea breviantennalis är en skalbaggsart som beskrevs av Kurihara och N. Ohbayashi 2006. Oberea breviantennalis ingår i släktet Oberea och familjen långhorningar.
Artens utbredningsområde är Taiwan. Inga underarter finns listade i Catalogue of Life.